# Олфен
Олфен (њем. Olfen) град је у њемачкој савезној држави Северна Рајна-Вестфалија. Једно је од 11 општинских средишта округа Коесфелд. Према процјени из 2010. у граду је живјело 12.257 становника. Посједује регионалну шифру (AGS) 5558036.

## Географски и демографски подаци
Олфен се налази у савезној држави Северна Рајна-Вестфалија у округу Коесфелд. Град се налази на надморској висини од 45-80 метара. Површина општине износи 52,4 km². У самом граду је, према процјени из 2010. године, живјело 12.257 становника. Просјечна густина становништва износи 234 становника/km².